# Wijer (België)
Wijer is een dorp in de Belgische provincie Limburg en een van de vier deelgemeenten van de gemeente Nieuwerkerken. Het was een zelfstandige gemeente tot in 1971 toen het bij de gemeente Kozen werd gevoegd. In 1977 werden beide opgenomen in de gemeente Nieuwerkerken.

## Etymologie
Wijer werd voor het eerst vermeld in 1139 als vileir, afgeleid van het Latijnse villa (hoeve), vergelijk de Franse plaatsnamen met villers of -ville. Dat is dus niet de betekenis van wijer (vijver), die is afgeleid van het Latijn vivarium.

## Geschiedenis
Wijer ontwikkelde zich als straatdorp. Het vormde samen met Kozen een heerlijkheid, waarvan de zetel zich te Wijer bevond. De kerk was een dochterkerk van die te Herk-de-Stad. In de 20e eeuw ontwikkelde het zich tot forensendorp en breidde de lintbebouwing zich, ook langs de secundaire wegen, uit.

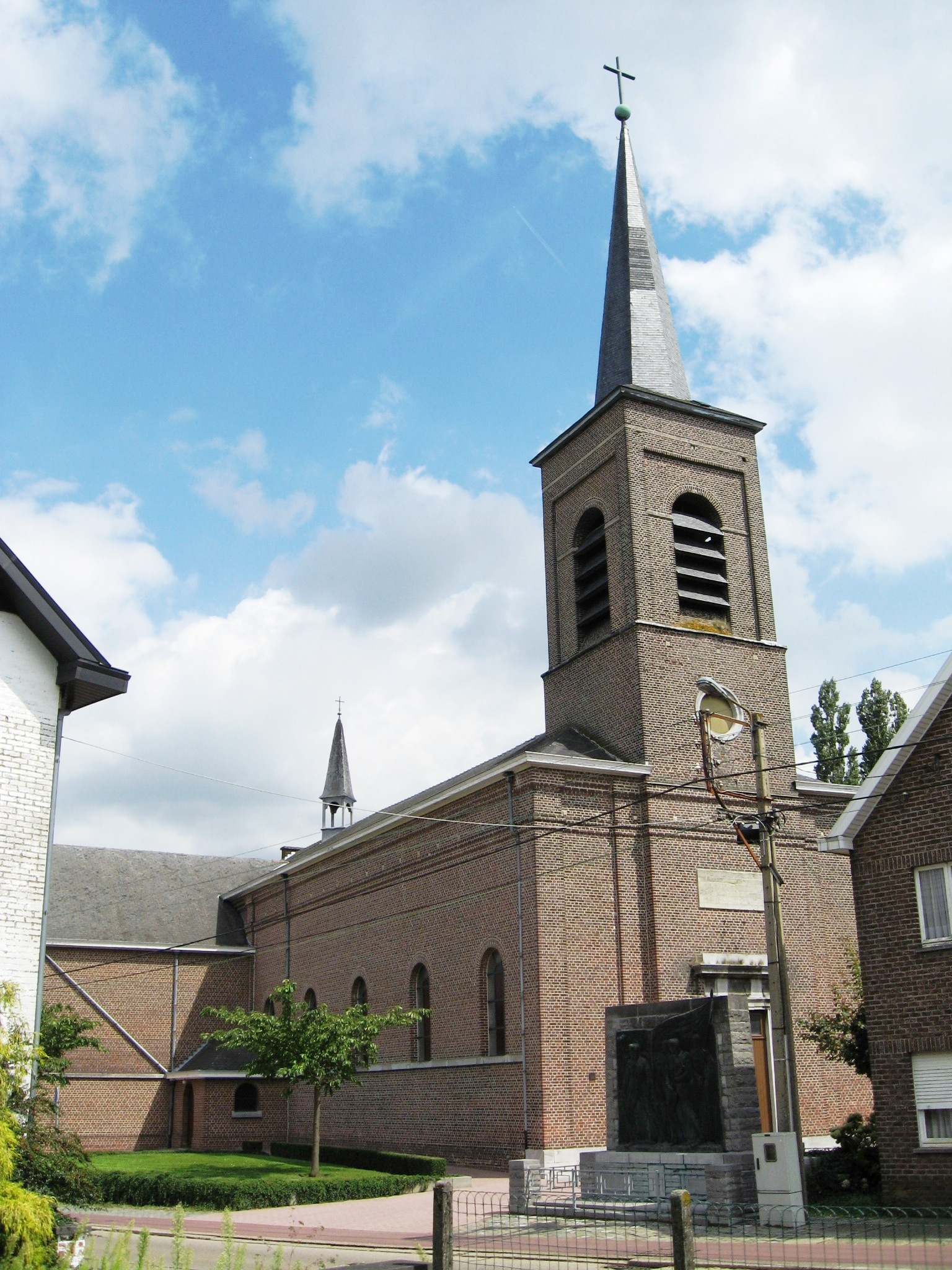
De Sint-Pietersbandenkerk

## Demografische ontwikkeling
- Bronnen:NIS, Opm:1831 tot en met 1970=volkstellingen; 1976 = inwoneraantal op 31 december

## Bezienswaardigheden
- Kasteel van Wijer
- Kasteelhoeve van Wijer
- Sint-Pietersbandenkerk
- Schanskapel
- Lambrechtsmonument

## Natuur en landschap
Wijer ligt in Vochtig-Haspengouw. De hoogte bedraagt 58 tot 68 meter, maar in het dal van de Wijerbeek, die van zuid naar noord over het grondgebied loopt, is de hoogte slechts 35 meter. Deze beek ontspringt ten zuiden van Wijer en mondt ten noorden van Wijer uit in de Herk.
Het landschap is open, met enkele boomgaarden, en een klein bosachtig gebied ten oosten van het Kasteel van Wijer.

## Nabijgelegen kernen
Kozen, Schakkebroek, Nieuwerkerken, Stevoort
Deelgemeenten: Binderveld · Kozen · Nieuwerkerken · Wijer

Overige kernen: Schelfheide

Belgische gemeenten · Arrondissement Hasselt · Limburg · Vlaanderen